# Sagnat
Sagnat település Franciaországban, Creuse megyében. Lakosainak száma 195 fő (2022. január 1.). Sagnat Colondannes, Dun-le-Palestel, Lafat, Maison-Feyne, Saint-Germain-Beaupré és Saint-Léger-Bridereix községekkel határos.

## Népesség
A település népessége az elmúlt években az alábbi módon változott:
| Lakosok száma | 301  | 233  | 203  | 205  | 198  | 196  | 192  | 192  | 192  | 195  |
|               | 1968 | 1982 | 1990 | 2006 | 2013 | 2015 | 2017 | 2019 | 2020 | 2022 |